# كاب سات
کاب سات هو أكبر بث سنوي للوسائط الرقمية ومعرض الأقمار الصناعية في الشرق الأوسط وأفريقيا. كل عام كان يحدث في مركز دبي التجاري العالمي.

## انظر ايضاً
مركز دبي التجاري العالمي.

## روابط خارجية
- الموقع الرسمي